# Cal Casacarcer
Cal Casacarcer és un edifici de Moià (Moianès) protegit com a Bé Cultural d'Interès Local.

## Descripció
Es tracta d'un edifici entre mitgeres situat al carrer del Forn, amb una construcció de tres plantes, amb la façana principal revestida de pedra i morter. Destaca l'ordenació simètrica així com la llinda del portal d'accés, on hi figura un sol (amb celles, ulls, nas i boca) i raigs marcats en relleu.

## Història
La llinda portava la data de l'any 1845 que ha estat esborrada en una reforma contemporània. La casa va ser destinada a sindicat després de la guerra civil.